# Долински дукат
Долински дукат (лат. Lycaena hippothoe) врста је лептира из породице плаваца (лат. Lycaenidae).

## Опис врсте
Можете га препознати по тамнољубичастом одсјају крила мужјака. Станиште су му влажне и замочварене ливаде.

## Распрострањење и станиште
Насељава централну и северну Европу и средишњи појас Србије. Живи на мањој висини од балканског дуката и јавља се у две генерације годишње. 

## Биљке хранитељке
Основне биљке хранитељке су: Срчењак (Polygonum bistorta) и велики кисељак (Rumex acetosa).